# Med Hundeslæde gennem Alaska
|  | Denne artikel er oprettet af botten PalnaBot ud fra en ekstern database. Den kan derfor have sproglige fejl eller mangler. Denne skabelon kan fjernes efter kontrol af indholdet. |

Med Hundeslæde gennem Alaska er en film instrueret af Leo Hansen.

## Handling
Fra 5.Thule ekspeditionen.